# 전주 주씨
전주 주씨(全州 朱氏)는 전북특별자치도 전주시를 본관으로 하는 한국의 성씨이다. 시조는 공조전서(工曹典書)를 지낸 주인(朱仁)이다.

## 참고 자료
- “전주주씨(全州朱氏)”. 뿌리를 찾아서.[깨진 링크(과거 내용 찾기)]